# Drosophila alabamensis
Drosophila alabamensis is een vliegensoort uit de familie van de fruitvliegen (Drosophilidae). De wetenschappelijke naam van de soort werd voor het eerst geldig gepubliceerd in 1918 door Alfred Sturtevant.